# Kretzulescukyrkan
Kretzulescukyrkan (rumänska: Biserica Kretzulescu) är en rumänsk-ortodox kyrkobyggnad belägen i Rumäniens huvudstad, Bukarest.
Kyrkan är helgad åt bland annat ärkeänglarna Mikael och Gabriel.

## Historik
Kretzulescukyrkan började att byggas år 1720 och stod klar 1722.
1838 inträffade en jordbävning, vilket ledde till att kyrkan fick genomgå restaureringar. Från 1935 till 1936 ägde andra restaureringar rum med hjälp av arkitekterna Emilian Miclescu och Stefan Bals.
När Rumänien styrdes av kommunistregimen (1947-1989) planerades det att kyrkan skulle rivas, men tack vare motstånd från arkitekter samt revolutionen 1989 i landet gjorde att kyrkan kunde räddas. Dock stängdes kyrkan ned för gudstjänster 1986 och två år senare avskaffades även församlingen.
Efter att kommunismen försvann från Rumänien återupptogs församlingen och kyrkan har genomgått restaureringar. Den senaste restaureringen (september 2012) pågick mellan 1996 och 2003.

## Bilder

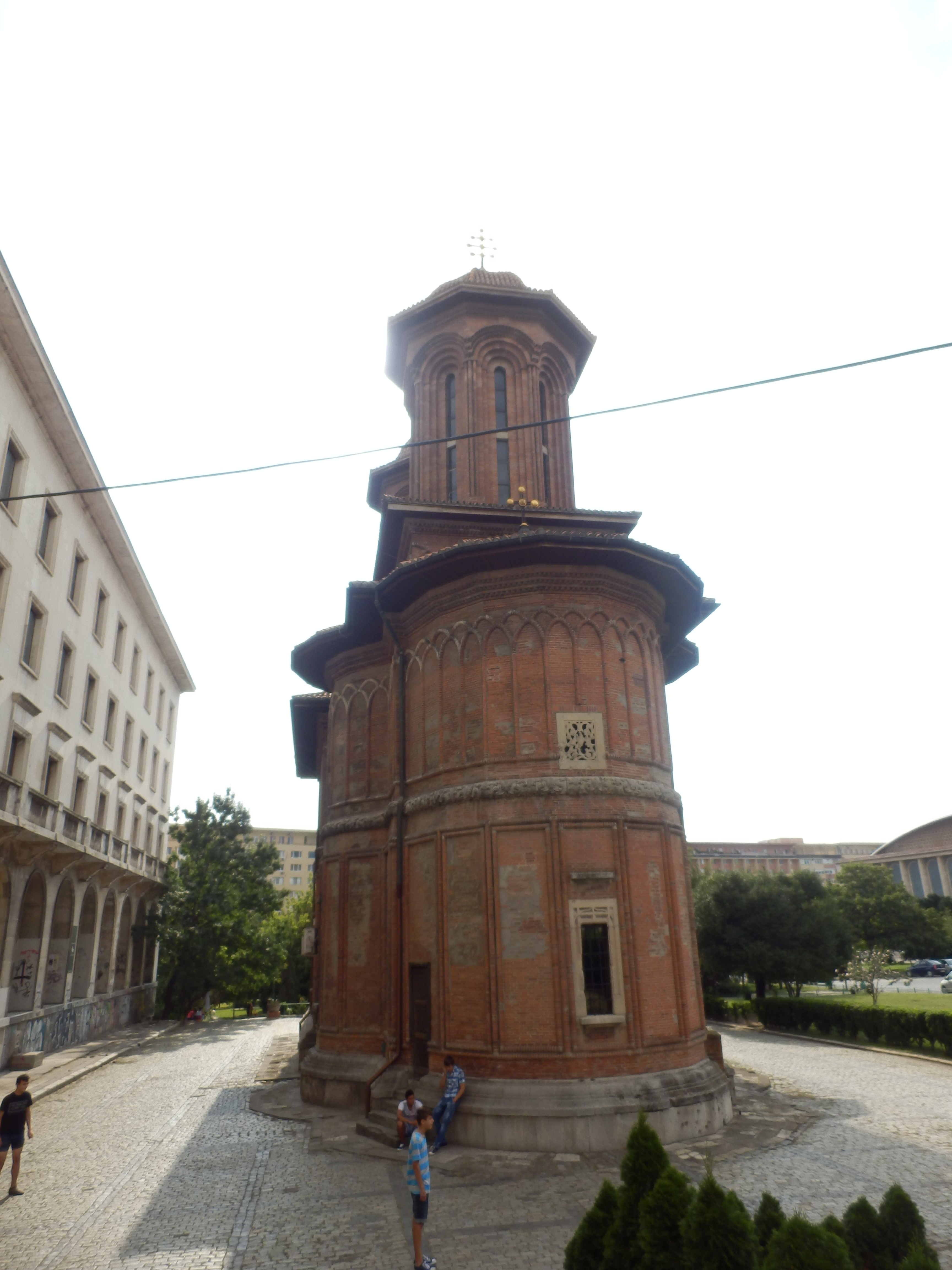
Baksidan och absiden.
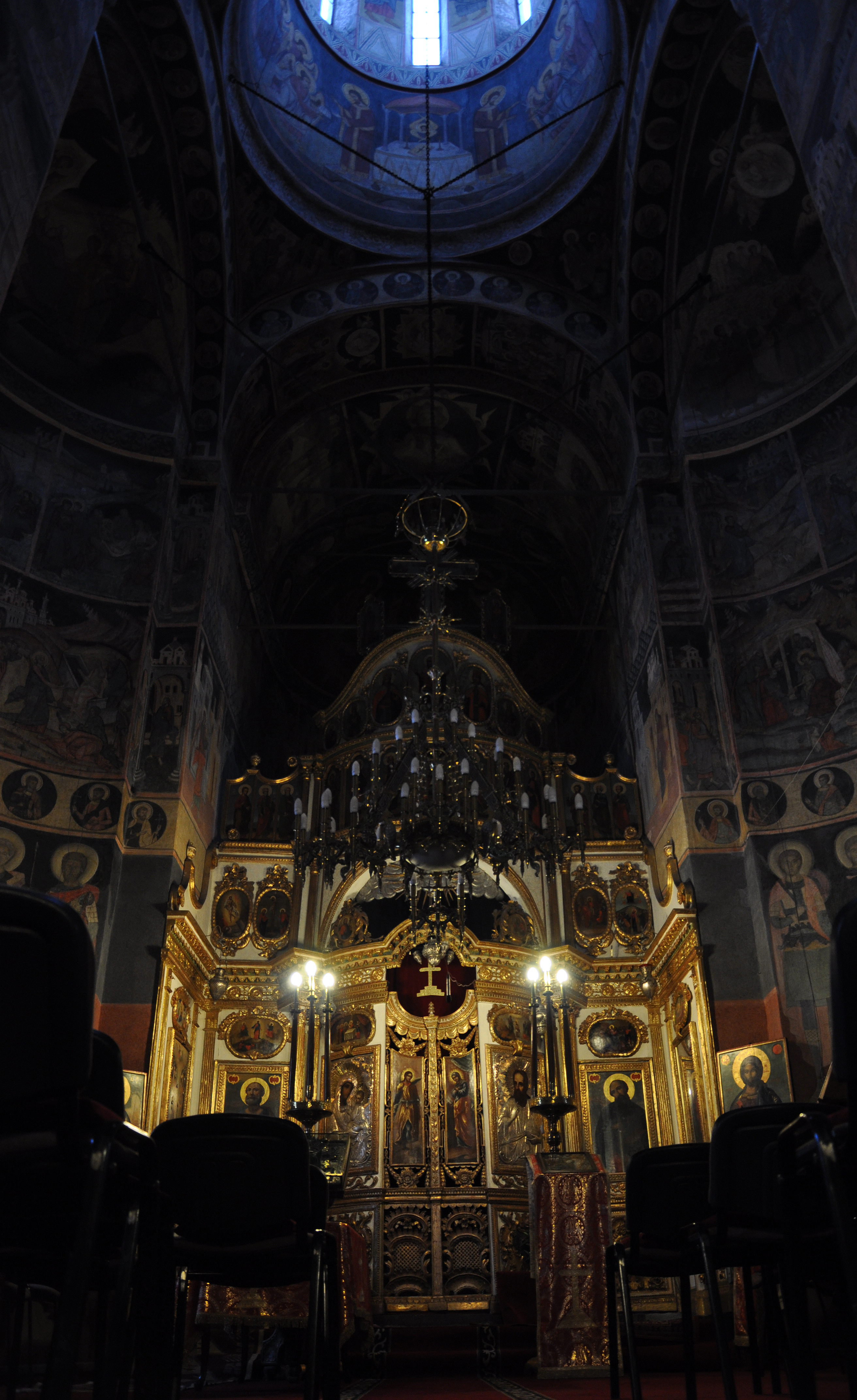
Kyrkans interiör mot ikonostasen.
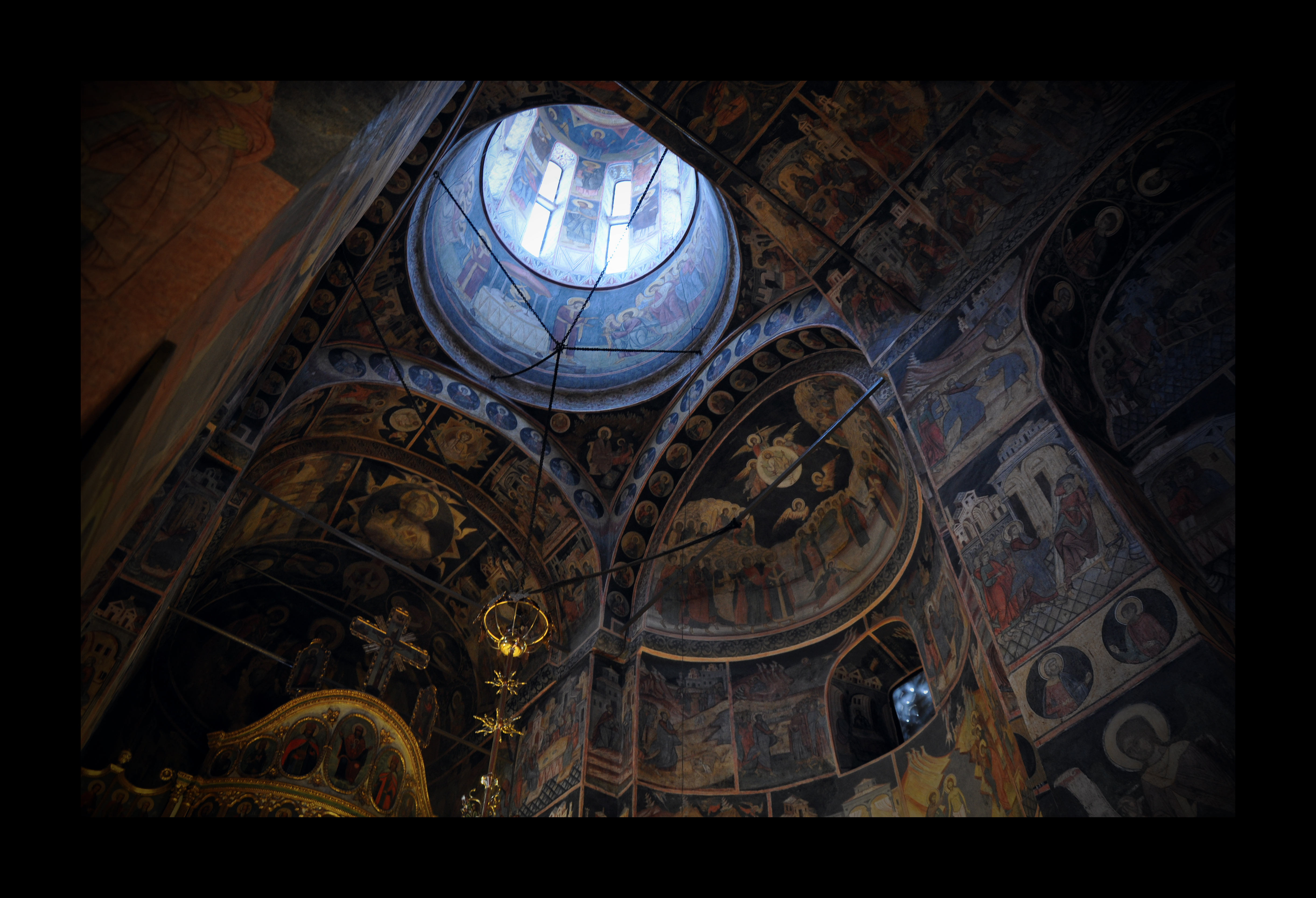
Interiören.
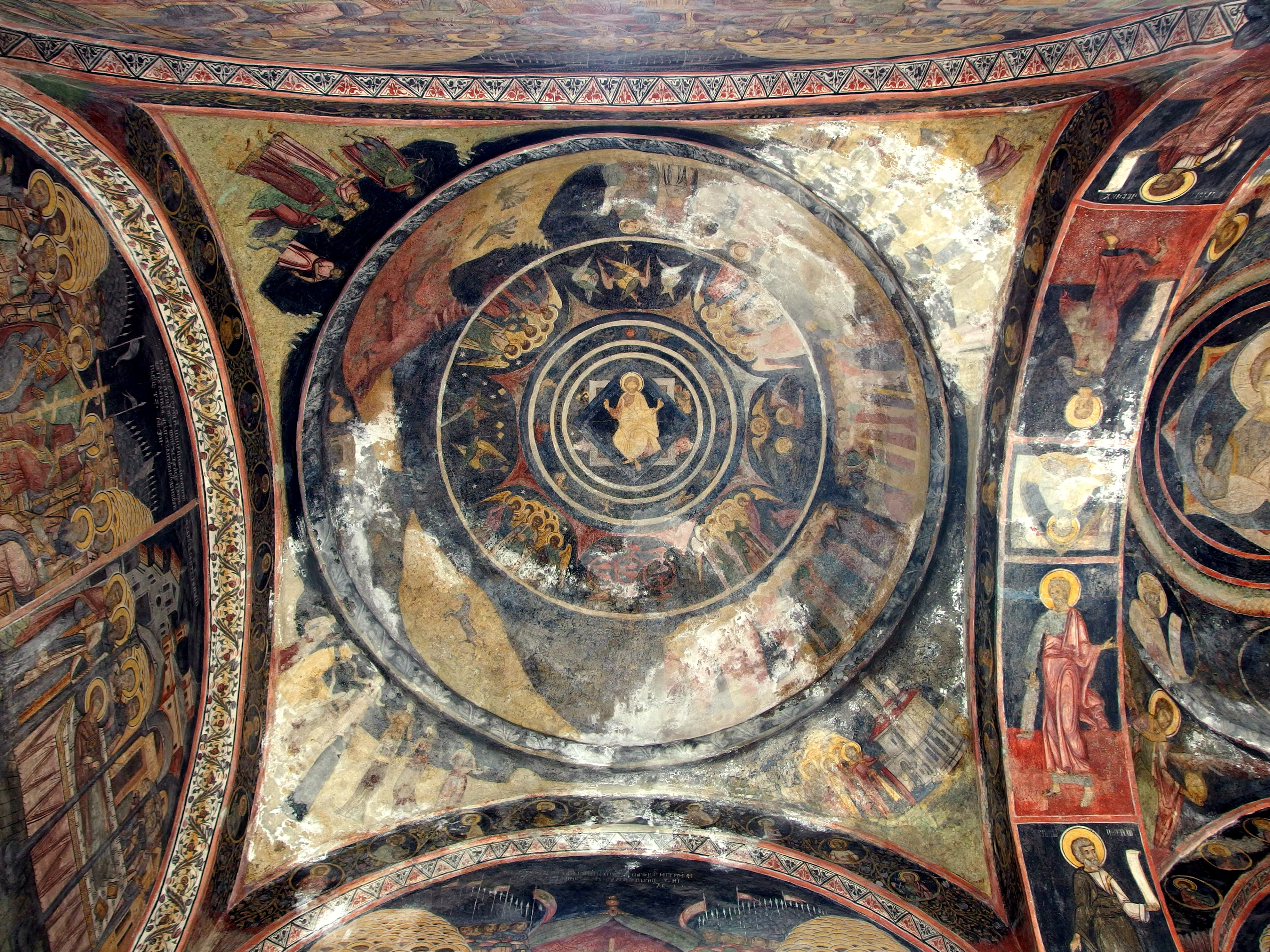
Kupolen inifrån.
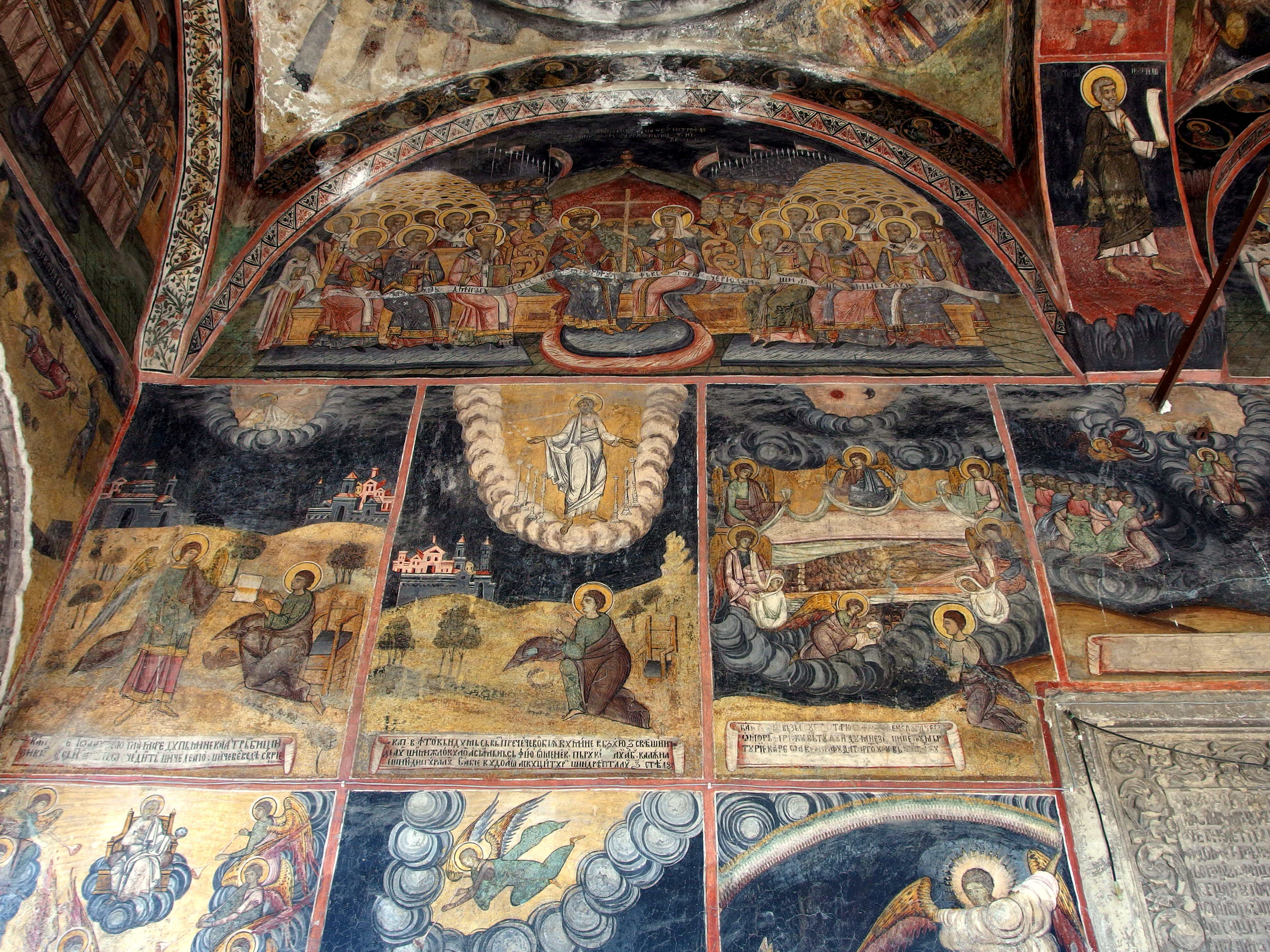
Freskmålningar.
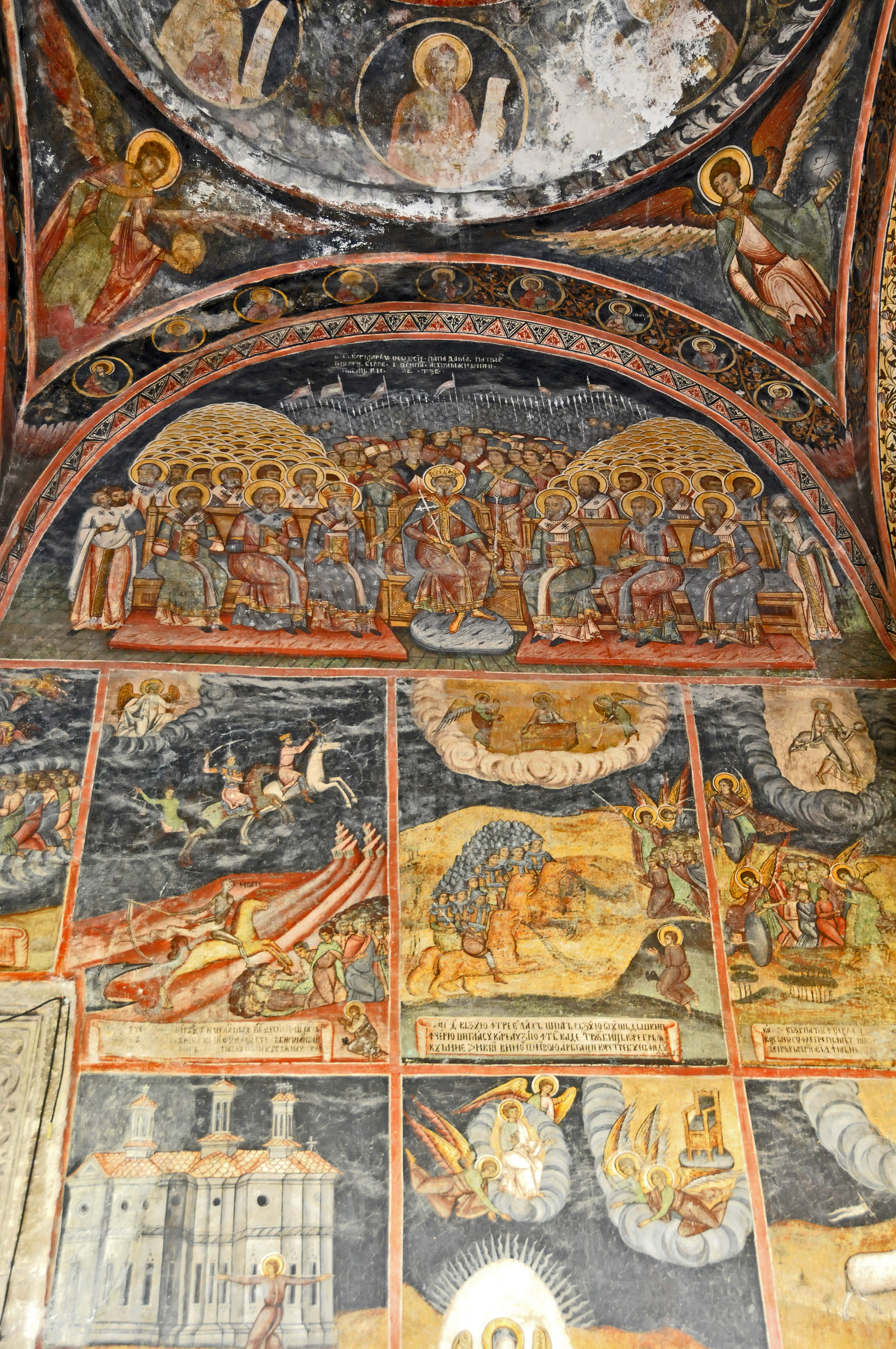
Freskmålningar.